# Artxis
Els artxis o arxixttib (аршишттиб en arči, арчинцы en rus) són un petita nacionalitat del Daguestan, propera dels àvars i de les nacions del grup andi-dido. Viuen concentrats a uns quants poblets de la vall del Kara Koysu.
La seva llengua és un entremig entre l'àvar i el lak. Parlen la seva llengua i l'àvar i de vegades el rus. Van ser islamitzats al segle xv. El 1933 eren prop de dos mil persones; estadístiques posteriors els inclouen amb els àvars.